# سراب تلخ
سراب تلخ منطقه‌ای از توابع بخش مرکزی شهرستان خرم‌آباد در استان لرستان ایران است. این منطقه شامل ۴ رو ستا به نام‌های سراب تلخ (سرسراو)، قاسم‌آباد، شجاع آباد و آزادخانی می‌باشد.

## سراب تلخ سرسراو
این روستااز رباط نمکی شروع و به روستای قلعه جغد (سالار) ختم می‌شود. مردم رو ستای سراب تلخ به زبان لکی تکلم می‌کنند. این روستا از دو بخش بالایی (ریمله و سراو) و پایینی (هوارینی) تشکیل شده‌است. قدمت روستا با توجه به وجود قلعه باستانی مدفون شده در بلندترین نقطه روستای پایینی یا همان هورینی و آثار کشف شده در تپه‌های اطراف به مانند تپه تاجه بیش از هزار سال تخمین زده می‌شود. قبرستان این روستا مارگیمه۳۳°۳۶′۱۸″شمالی ۴۸°۲۰′۲۱″شرقی / ۳۳٫۶۰۴۹۷۶°شمالی ۴۸٫۳۳۹۲۳۱°شرقی نام دارد که از آن برای دفن عشایر هم استفاده می‌شده، قبرهایی به قدمت ۱۰۰۰ سال دارد.
بنابه اظهارات افراد محلی آثار باستانی با قدمت نامعلوم از اطراف روستا پیدا شده‌است.

## قاسم‌آباد
کانون شکل‌گیری روستا در منطقه سراب تلخ بود و قلعه سرهنگ موسی خانه در این روستا قرار داشت و بعدها روستاهای دیگر سراب تلخ بوجود آمدند قبل از شکل‌گیری بقیه روستاها ریاست کل سراب تلخ بعد از مرحوم سرهنگ موسی خان به عهده فرزند برومندش مرحوم غلامرضاخان سرهنگی بود که پس از فوت ایشان این مهم به برادرش مرحوم حاجخانجان سردارنژاد و فرزند ارشدش مرحوم نصرت‌الله سرهنگی سپرده شد که همزمان کدخدایی روستای قاسم‌آباد و سراب تلخ (سرسراو) را بعهده داشتند.

## شجاع آباد
در پی خرید زمینهای زراعی مرحوم روح‌الله خان والیزاده توسط مرحوم جواد شجاع نماینده سابق مردم لرستان در مجلس، اقدام به ساخت خانه‌هایی برای رعایا این زمینها نمود که اساس روستای شجاع آباد را بنیان نهاد. چند سال بعد با اجرای قانون اصلاحات ارضی توسط دولت زمینها به کشاورزان واگذار و عملاً مرحوم شجاع در آنجا مالک نبود و لی نام روستا شجاع آباد باقی ماند و طی سالیان گذشته گسترش یافته‌است.

## آزادخانی
این روستا قبلاً در وسط دشت سراب تلخ بانام قلعه مهربانو قرار داشت، که توسط مرحوم حسین کریمی حسنوند و برادرش مرحوم جعفر کریمی حسنوند به مرز اراضی روستای رباط نمکی و سراب تلخ انتقال پیدا کرد. رو ستا را در زمینهای شخصی این ۲ برادر معروف به خرگدار بنیان نهادند اولین کدخدا این روستا مرحوم حسین کریمی که همزمان کدخدای روستای شجاع آباد نیز محسوب می‌شد بود و دومین و آخرین کدخدا این روستا مرحوم جعفر کریمی بودند. از اقدامات این ۲ برادر ساخت مدرسه آزادخانی با اهدا زمین و هزینه شخصی، گسترش روستا و استقبال از مهاجرانی که از روستای رباط نمکی و روستاهای اطراف به این روستا آمدند می‌توان نام برد.